# Universiteit van Siena
De Universiteit van Siena (Italiaans: Università degli Studi di Siena; Latijn: Universitas Senarum) in de stad Siena is een Italiaanse universiteit in de regio Toscane. Deze universiteit werd in 1240 opgericht.

## Geschiedenis
Na de oprichting in 1240 verkreeg de universiteit in 1252 pauselijke erkenning. Van oudsher is de universiteit vooral bekend om haar faculteiten voor rechtsgeleerdheid en geneeskunde. Pietro Juliani, de latere paus Johannes XXI (1276-1277) doceerde aan de geneeskundige faculteit. Uit protest tegen de stad Bologna kwamen in 1321 vele studenten van de universiteit van Bologna naar Siena. In 1357 erkende ook keizer Karel IV de universiteit. Paus Marcellus II studeerde te Siena astronomie, architectuur en wiskunde.
De universiteit heeft geen aparte campus, maar maakt integraal deel uit van de stad. Dankzij de universiteit bleef een aantal historische gebouwen behouden. De huidige universiteit heeft ongeveer 19.000 studenten.

## Faculteiten
De huidige universiteit heeft negen faculteiten:
- economie
- farmacie
- rechtsgeleerdheid
- techniek
- letteren en filosofie
- letteren en filosofie - vestiging te Arezzo
- geneeskunde en chirurgie
- mathematische en natuurwetenschappen
- politieke wetenschappen

De universiteit van Siena maakt deel uit van de Coimbragroep, een samenwerkingsverband van Europese universiteiten en is aangesloten bij de EUA, de European University Association. De Università per Stranieri di Siena met slecht twee faculteiten, Italiaanse taal en literatuur en geesteswetenschappen, was lange tijd aan de universiteit verbonden, maar is tegenwoordig zelfstandig.

## Bekende docenten
- Augusto Graziani, rechtsgeleerde en econoom
- Herman Parret, filosoof
- Antonio Tabucchi, schrijver